# Quelaines-Saint-Gault
Quelaines-Saint-Gault est une commune française, située dans le département de la Mayenne en région Pays de la Loire, peuplée de 2 141 habitants (les Quelainais).
La commune fait partie de la province historique de l'Anjou (Haut-Anjou).

## Géographie
La commune est située dans le Sud-Mayenne.

### Communes limitrophes
| Astillé | Nuillé-sur-Vicoin     | Origné            |
| Cosmes  | Quelaines-Saint-Gault | Houssay           |
|         | Peuton                | La Roche-Neuville |

### Climat
Pour des articles plus généraux, voir Climat des Pays de la Loire et Climat de la Mayenne.
En 2010, le climat de la commune est de type climat océanique dégradé des plaines du Centre et du Nord, selon une étude du CNRS s'appuyant sur une série de données couvrant la période 1971-2000. En 2020, Météo-France publie une typologie des climats de la France métropolitaine dans laquelle la commune est exposée à un climat océanique et est dans une zone de transition entre les régions climatiques « Bretagne orientale et méridionale, Pays nantais, Vendée » et « Moyenne vallée de la Loire ». 
Pour la période 1971-2000, la température annuelle moyenne est de 11,2 °C, avec une amplitude thermique annuelle de 13,9 °C. Le cumul annuel moyen de précipitations est de 745 mm, avec 12,3 jours de précipitations en janvier et 6,6 jours en juillet. Pour la période 1991-2020, la température moyenne annuelle observée sur la station météorologique de Météo-France la plus proche, sur la commune de Cossé-le-Vivien à 8 km à vol d'oiseau, est de 12,0 °C et le cumul annuel moyen de précipitations est de 796,1 mm,. Pour l'avenir, les paramètres climatiques de la commune estimés pour 2050 selon différents scénarios d'émission de gaz à effet de serre sont consultables sur un site dédié publié par Météo-France en novembre 2022.

## Urbanisme

### Typologie
Au 1er janvier 2024, Quelaines-Saint-Gault est catégorisée bourg rural, selon la nouvelle grille communale de densité à sept niveaux définie par l'Insee en 2022.
Elle est située hors unité urbaine. Par ailleurs la commune fait partie de l'aire d'attraction de Laval, dont elle est une commune de la couronne,. Cette aire, qui regroupe 66 communes, est catégorisée dans les aires de 50 000 à moins de 200 000 habitants,.

### Occupation des sols
L'occupation des sols de la commune, telle qu'elle ressort de la base de données européenne d’occupation biophysique des sols Corine Land Cover (CLC), est marquée par l'importance des territoires agricoles (97,1 % en 2018), en diminution par rapport à 1990 (98,1 %). La répartition détaillée en 2018 est la suivante : 
terres arables (53,2 %), zones agricoles hétérogènes (27,3 %), prairies (16,6 %), zones urbanisées (2,6 %), forêts (0,3 %). L'évolution de l’occupation des sols de la commune et de ses infrastructures peut être observée sur les différentes représentations cartographiques du territoire : la carte de Cassini (XVIIIe siècle), la carte d'état-major (1820-1866) et les cartes ou photos aériennes de l'IGN pour la période actuelle (1950 à aujourd'hui).

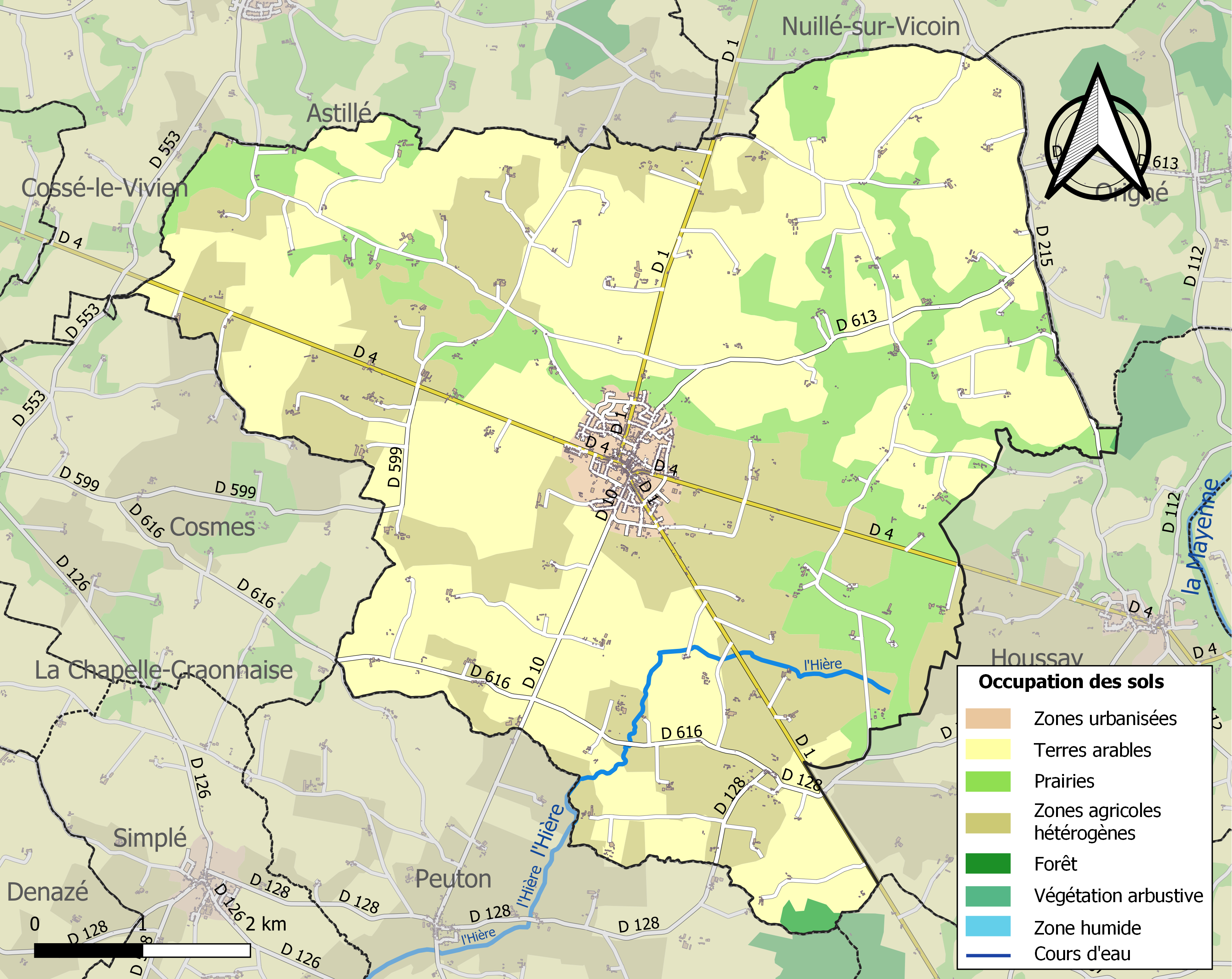
Carte des infrastructures et de l'occupation des sols de la commune en 2018 (CLC).

## Histoire
Le bourg existe déjà aux XIe et XIIIe siècles. Il succède à cette époque à une « colonie militaire ».
Au Moyen Âge puis sous l'Ancien Régime, la commune faisait partie du fief de la baronnie angevine de Craon dépendait de la sénéchaussée principale d'Angers et du pays d'élection de Château-Gontier.
L'église de Quelaines est incendiée lors des guerres de Vendée, sur l'ordre de Treton Jambe-d'Argent, qui opérait alors sur le territoire de la commune. Ce dernier meurt quelque temps plus tard, des suites d'un combat à Cosmes et est enterré dans le cimetière de Quelaines.

## Politique et administration

### Liste des maires

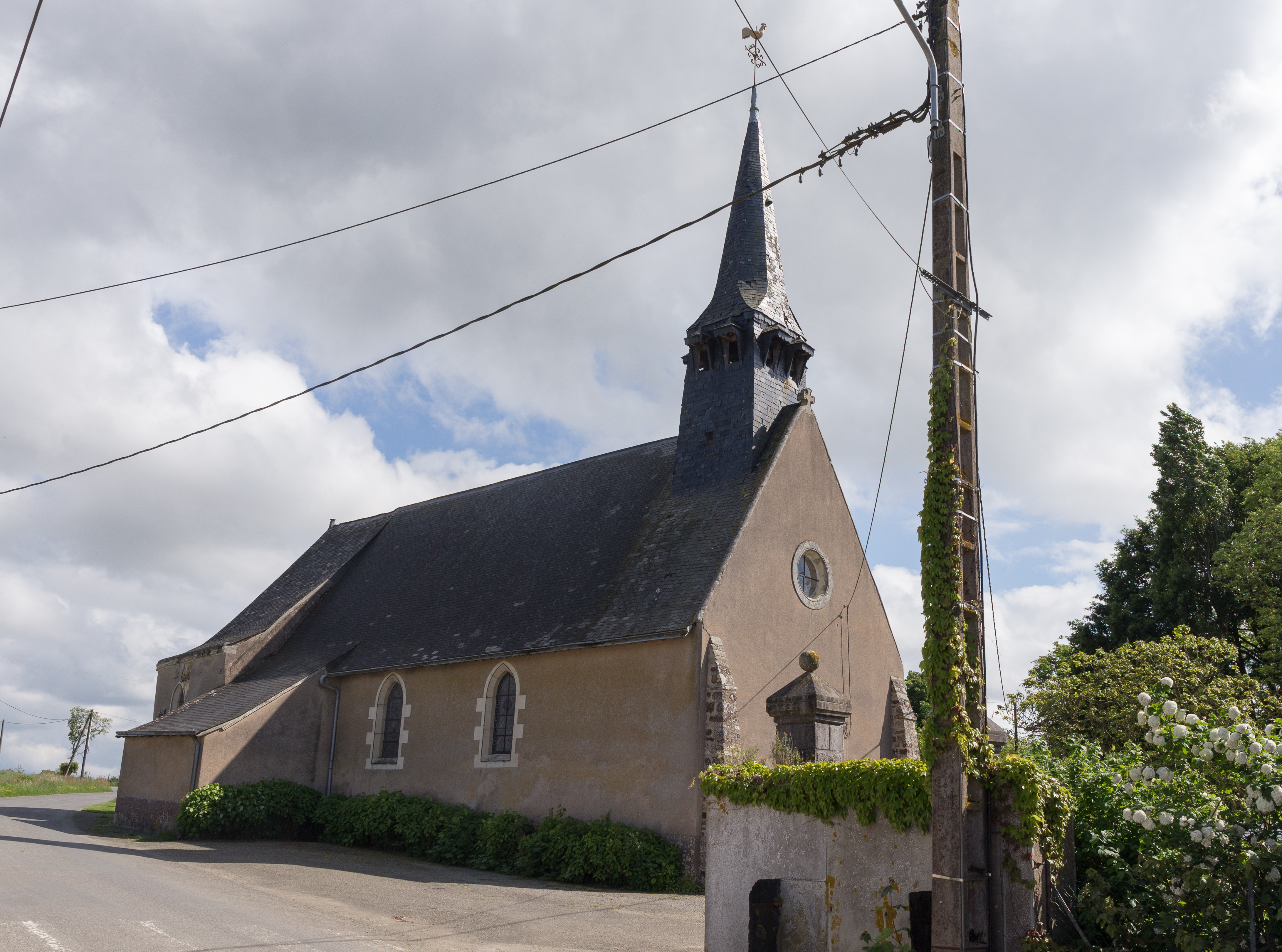
L'église de Saint-Gault.

| Période                                                   | Période                   | Identité                           | Étiquette | Qualité                                                                                        |
| --------------------------------------------------------- | ------------------------- | ---------------------------------- | --------- | ---------------------------------------------------------------------------------------------- |
| Les données manquantes sont à compléter.                  |                           |                                    |           |                                                                                                |
| 1848                                                      | 1851                      | M. Trouillard                      |           |                                                                                                |
| 1851                                                      | 1857                      | François Guérin de la Roussardière |           |                                                                                                |
| 1857                                                      | 1875                      | Hippolyte Vélay                    |           |                                                                                                |
| Les données manquantes sont à compléter.                  |                           |                                    |           |                                                                                                |
| 1900                                                      | 1919                      | Ernest Guérin de la Roussardière   |           | Propriétaire, président du comice agricole Conseiller général de Cossé-le-Vivien (1898 → 1910) |
| 1919                                                      | 1925                      | Georges Chanteloup (1863-1940)     |           | Notaire                                                                                        |
| 1925                                                      | 1931                      | Eugène Hautbois                    |           |                                                                                                |
| 1931                                                      | 1942 (décès)              | Albert Barillet                    |           |                                                                                                |
| 1942                                                      | décembre 1946 (décès)     | Victor Bergère                     |           |                                                                                                |
| décembre 1946                                             | juillet 1958 (décès)      | Louis Chaudet                      |           |                                                                                                |
| 1958                                                      | mars 1971                 | Paul Fournier                      |           | Agriculteur retraité                                                                           |
| mars 1971                                                 | février 1973              | Francis Launeau                    | DVG       |                                                                                                |
| 1973 : fusion des communes de Quelaines et de Saint-Gault |                           |                                    |           |                                                                                                |
| février 1973                                              | mars 1983                 | Francis Launeau                    | DVG       |                                                                                                |
| mars 1983                                                 | mars 1989                 | Marcel Véron                       |           |                                                                                                |
| mars 1989                                                 | mars 2001                 | Daniel Guais                       |           | Agriculteur retraité, maire honoraire Adjoint au maire (1977 → 1989)                           |
| mars 2001                                                 | mars 2014                 | René Jallu                         | DVD       | Directeur d'une coopérative agricole                                                           |
| mars 2014                                                 | novembre 2018 (démission) | Monique Cadot                      | DVD       | Adjoint des cadres dans un EHPAD                                                               |
| février 2019                                              | En cours                  | Laurent Lefèvre                    | DVD       | Agriculteur Réélu pour le mandat 2020-2026                                                     |

| Période  | Période      | Identité                            | Étiquette | Qualité |
| -------- | ------------ | ----------------------------------- | --------- | ------- |
| 1900     | 1905         | Joseph Véron                        |           |         |
| 1905     | 1908         | Louis Chaudet                       |           |         |
| 1908     | 1931         | Joseph Cormier                      |           |         |
| 1931     | 1933         | Armand Savary                       |           |         |
| 1933     | 1945         | Albert Bertron                      |           |         |
| 1945     | mai 1953     | Victor Marsollier                   |           |         |
| mai 1953 | février 1973 | Zacharie du Réau de la Gaignonnière |           |         |

| Période                                  | Période   | Identité                            | Étiquette | Qualité |
| ---------------------------------------- | --------- | ----------------------------------- | --------- | ------- |
| février 1973                             | mars 1977 | Zacharie du Réau de la Gaignonnière |           |         |
| mars 1977                                | mars 1989 | Daniel Aubert                       |           |         |
| Les données manquantes sont à compléter. |           |                                     |           |         |

## Population et société

### Démographie
L'évolution du nombre d'habitants est connue à travers les recensements de la population effectués dans la commune depuis 1793. Pour les communes de moins de 10 000 habitants, une enquête de recensement portant sur toute la population est réalisée tous les cinq ans, les populations de référence des années intermédiaires étant quant à elles estimées par interpolation ou extrapolation. Pour la commune, le premier recensement exhaustif entrant dans le cadre du nouveau dispositif a été réalisé en 2004.
En 2022, la commune comptait 2 141 habitants, en évolution de −1,56 % par rapport à 2016 (Mayenne : −0,73 %, France hors Mayotte : +2,11 %).
| 1793  | 1800  | 1806  | 1821  | 1831  | 1836  | 1841  | 1846  | 1851  |
| ----- | ----- | ----- | ----- | ----- | ----- | ----- | ----- | ----- |
| 2 078 | 1 088 | 1 397 | 1 497 | 1 966 | 1 974 | 2 008 | 2 020 | 2 048 |

| 1856  | 1861  | 1866  | 1872  | 1876  | 1881  | 1886  | 1891  | 1896  |
| ----- | ----- | ----- | ----- | ----- | ----- | ----- | ----- | ----- |
| 2 032 | 2 028 | 1 852 | 1 627 | 1 666 | 1 730 | 1 761 | 1 713 | 1 699 |

| 1901  | 1906  | 1911  | 1921  | 1926  | 1931  | 1936  | 1946  | 1954  |
| ----- | ----- | ----- | ----- | ----- | ----- | ----- | ----- | ----- |
| 1 681 | 1 690 | 1 615 | 1 533 | 1 489 | 1 444 | 1 392 | 1 479 | 1 448 |

| 1962  | 1968  | 1975  | 1982  | 1990  | 1999  | 2004  | 2006  | 2009  |
| ----- | ----- | ----- | ----- | ----- | ----- | ----- | ----- | ----- |
| 1 470 | 1 381 | 1 555 | 1 727 | 1 691 | 1 739 | 1 799 | 1 822 | 1 940 |

| 2014  | 2019  | 2022  | - | - | - | - | - | - |
| ----- | ----- | ----- | - | - | - | - | - | - |
| 2 126 | 2 121 | 2 141 | - | - | - | - | - | - |

## Activité et manifestations
- La fanfare classique de Quelaines-Saint-Gault, créée en 1868[25].

## Culture locale et patrimoine

### Lieux et monuments
- La chapelle du Pré-Guyon.
- Château de la Roussardière
- Château des Vignes
- Château de Maineuf (Saint-Gault)

### Personnalités liées à la commune
- Famille de Charnières
- Louis d'Andigné (1765 à Saint-Gault - 1857), militaire, chef chouan.
- Jean-Louis Treton dit Jambe d'Argent (1770 à Astillé - 1795 à Quelaines), chef chouan.
- Joseph Désiré Foucher (né en 1786 à Quelaines), militaire.

### Héraldique
| Blason de Quelaines-Saint-Gault | Blason  | Parti : Au 1 d'argent, à deux merlettes de sable ; au 2 d'azur, à deux quintefeuilles percées d'or; à la fasce de gueules, chargée d'une lyre d'or portant l'inscription de sable 1868 sur son socle, accostée de deux macles aussi d'or, brochant sur la partition. |
| Blason de Quelaines-Saint-Gault | Détails | La partition verticale permet de représenter chacune des entités du village actuel, à savoir Quelaines à gauche et Saint-Gault à droite. Pour Quelaines, les armes de la famille de Charnières "D'argent à trois merlettes de sable". La reprise intégrale du blason de famille étant interdite pour les municipalités, il suffit d’en emprunter un ou plusieurs éléments. Pour Saint-Gault, les armes de la famille du Buat "D'azur à trois quintefeuilles d'or". La remarque concernant les blasons de famille est valable ici aussi. La fasce de gueules est un rappel des armes du duc de Rohan, le premier à avoir fédéré les deux villages, d'où cette figure qui semble joindre les parties argent et azur. La lyre indique la présence sur le territoire communal d'une des plus vieilles fanfares de France. Elle porte la date de la fondation, 1868, et est aux couleurs de la bannière de la dite fanfare. Les ornements sont deux pampres de sinople, fruitées de gueules, mises en sautoir par la pointe et liées d’argent afin d’honorer l’activité agricole de la commune. Le listel d’argent porte le nom de la commune en caractères majuscules de sable. La couronne de tours dit que l’écu est celui d’une commune ; elle n’a rien à voir avec des fortifications.. Le statut officiel du blason reste à déterminer. |